# أنطيوخوس الأول ثيوس
أنطيوخوس الأول ثيوس (باليونانية: Ἀντίοχος ὁ Θεός) كان ملك مملكة كوماجيني من عام 70 إلى 38 قبل الميلاد. يُعد من أشهر ملوك المملكة بسبب إنجازاته الثقافية والدينية، وأبرزها مشروعه المعماري والديني الفريد على جبل نمرود داغ في جنوب شرق تركيا الحالية، حيث شيّد ضريحه الخاص ومجمعًا دينيًا يمجد الآلهة والمعتقدات المشتركة بين اليونانية والزرادشتية.

## خلفيته
هو ابن الملك ميتريداتس الأول كالينيكوس والأميرة السلوقية لاوديكي، وبالتالي جمع في نسبه بين التقاليد الهلنستية والشرقية، وهو ما انعكس على نهجه السياسي والديني.

## فترة حكمه
سعى أنطيوخوس الأول إلى تحقيق انسجام بين الحضارات اليونانية والفارسية والأرمينية التي تداخلت في مملكته. وقد أعلن نفسه "إلهًا حيًا" (ثيوس) وفرض عبادة ملكية تُقرن باسمه، وهو ما يُعد مثالًا فريدًا على الممارسات الدينية والسياسية في عصره.
في عهده، ازدهرت مملكة كوماجيني ثقافيًا واقتصاديًا، وامتدت علاقاتها مع كل من الرومان والفرس. كما سعى لأن تكون المملكة مركزًا للتمازج الحضاري والديني، وكرّس وقته لتخليد نفسه في النُصُب والكتابات والنقوش.

## ضريح جبل نمرود
أمر أنطيوخوس ببناء ضريح مهيب فوق جبل نمرود، وهو أحد أبرز مواقع التراث العالمي اليوم، ويتضمن تماثيل ضخمة له ولآلهة يونانية وفارسية مثل زيوس وأهورامزدا. كُتبت نصوص نذرية طويلة تُمجّد حكمه وتؤكد نسبه المزدوج من الإسكندر الأكبر ودارا الكبير، وهو ما استخدمه لتعزيز شرعيته.

## سياسته الدينية
اعتمد أنطيوخوس أسلوبًا دينيًا مركبًا يمزج بين الآلهة الهلنستية والشرقية، وأسس ديانة ملكية جديدة تُعرف باسم "العبادة الأنطوخية"، وكانت تهدف لتكريس عبادة ذاته كملك إلهي، إلى جانب تكريم الأسلاف والآلهة المختارة.

## وفاته وخلفه
توفي أنطيوخوس الأول نحو عام 38 ق.م، وخلفه ابنه ميتريداتس الثاني ملك كوماجيني. وقد حافظ الخلفاء على جزء من إنجازاته الدينية والمعمارية، لكنهم اضطروا لاحقًا للخضوع المتزايد للنفوذ الروماني.

## الإرث
يُعد أنطيوخوس الأول شخصية تاريخية فريدة مزجت بين الملوك والكهنة والفلاسفة. خلّف إرثًا دينيًا وفنيًا باهرًا عبر نمرود داغ، الذي ما زال شاهدًا على محاولته توحيد التقاليد الشرقية والغربية.